# Легмозеро
Легмозеро — пресноводное озеро на территории Винницкого сельского поселения Подпорожского района Ленинградской области.

## Общие сведения
Площадь озера — 0,6 км². Располагается на высоте 158,8 метров над уровнем моря.
Форма озера продолговатая: оно вытянуто с юго-запада на северо-восток. Берега несильно изрезанные, каменисто-песчаные, местами заболоченные.
С северной стороны озера вытекает безымянный водоток, впадающий в Каргинское озеро, из которого вытекает протока, впадающая в Кодозеро. Из Кодозера вытекает ручей без названия, в свою очередь, впадающий в Кекозеро, из которого берёт начало река Пётка, впадающая в Чикозеро, из которого берёт начало река Паданка, впадающая в реку Шокшу. Шокша, в свою очередь, впадает в реку Оять, левый приток Свири.
Ближе к западному берегу расположен один относительно крупный (по масштабам водоёма) остров без названия.
Населённые пункты и автодороги вблизи водоёма отсутствуют.
Код объекта в государственном водном реестре — 01040100811102000015753.